# 청주 나들목
청주 나들목(Cheongju IC)은 충청북도 청주시 흥덕구 강내면 학천리에 있는 경부고속도로의 36번 교차로(나들목)이다. 나들목 진출입로 및 요금소는 청주시 흥덕구 석소동에 연결되어 있다. 국도 제36호선을 통해 오송읍, 강내면이나 세종특별자치시 조치원읍, 청주시내로 진출할 수 있다.

## 연혁
- 1969년 12월 10일 : 경부고속도로 천안 ~ 대전 구간 개통에 따라 영업 개시[2]
- 1993년 7월 7일: 경부고속도로 수원 나들목 ~ 청주 나들목 구간 확장으로 인하여 현재의 위치로 이전

## 구조물 정보
1969년 개통 당시 기존 나들목은 지금의 나들목보다 약 300m 남쪽에 위치해 있었으며 트럼펫 형태의 입체 교차로로 건설되었다. 나들목 진입 도로는 국도 제36호선과 삼거리 형태로 연결되어 있었다. 그러다 1993년 경부고속도로 수원 ~ 청주 구간이 왕복 6차로로 확장 공사하면서 지금의 위치로 이전되었으며, 이중 트럼펫형 입체 교차로로 개량되었다.
- 영업소: 충청북도 청주시 흥덕구 경부고속도로 305 (석소동)

## 접속하는 도로
- 국도 제36호선 (가로수로)
- 간접 연결 : 지방도 제507호선 (청주역로, 월곡 교차로 이용)

## 교통량 정보
| 요금소        | 통행량 (대/일) | 통행량 (대/일) | 통행량 (대/일) | 통행량 (대/일) | 통행량 (대/일) | 통행량 (대/일) | 통행량 (대/일) | 통행량 (대/일) | 통행량 (대/일) | 통행량 (대/일) | 각주  |
| 요금소        | 2001년         | 2002년         | 2003년         | 2004년         | 2005년         | 2006년         | 2007년         | 2008년         | 2009년         | 2010년         | 각주  |
| ------------- | -------------- | -------------- | -------------- | -------------- | -------------- | -------------- | -------------- | -------------- | -------------- | -------------- | ----- |
| 청주 (폐쇄식) | 9,454          | 10,052         | 10,393         | 10,331         | 10,266         | 10,461         | 10,874         | 10,101         | 9,084          | 9,322          | [ 3 ] |
| 요금소        | 2011년         | 2012년         | 2013년         | 2014년         | 2015년         | 2016년         | 2017년         | 2018년         | 2019년         |                | [ 3 ] |
| 청주 (폐쇄식) | 9,575          | 9,716          | 9,792          | 10,066         | 10,542         | 10,841         | 10,639         | 10,310         | 10,561         |                | [ 3 ] |